# Académie internationale des sciences moléculaires quantiques
L’Académie internationale de science moléculaire quantique (en anglais International Academy of Quantum Molecular Science) est une société savante scientifique internationale s'intéressant à toutes les applications de la théorique quantique à la chimie et à la physico-chimie. Elle fut créée à Menton en 1967. Ses membres fondateurs furent Raymond Daudel, Per-Olov Löwdin, Robert G. Parr, John Pople et Bernard Pullman. Sa création fut appuyée par Louis de Broglie. Son président pour la période 2006-2009 est Sigrid D. Peyerimhoff (en).
L'Académie comptait à l'origine 25 membres réguliers âgés de moins de 65 ans. Ce nombre fut après élevé à 30, puis à 35. Elle compte un nombre illimité de membres âgés de plus de 65 ans. Les membres sont « choisis parmi les scientifiques de tous pays qui se sont distingués par la valeur de leur travail scientifique, leur rôle de pionnier ou de chef de file dans une école relevant du champ de la chimie quantique, c'est-à-dire l’application de la mécanique quantique à l'étude des molécules ou macromolécules ». En 2009, l'Académie compte 90 membres (comme en 2006). L'Académie organise tous les trois ans l’International Congress of Quantum Chemistry.
L'Académie récompense par un prix un jeune membre de la communauté scientifique s'étant distingué par une contribution de premier ordre. Cette récompense est décernée depuis 1967.

## Membres de l'Académie
- Reinhart Ahlrichs
- Ali Alavi (en)
- Millard H. Alexander (en)
- Jean-Marie André
- Evert-Jan Baerends
- Vincenzo Barone
- Rodney J. Bartlett
- Mikhail V. Basilevsky
- Axel Becke
- A. David Buckingham
- Petr Cársky
- Emily A. Carter
- Lorenz S. Cederbaum
- Jiří Čížek
- David Clary
- Enrico Clementi
- David P. Craig
- Alexander Dalgarno
- Ernest R. Davidson
- Wolfgang Domcke
- Michel Dupuis
- Odile Eisenstein
- Jürgen Gauss
- William A. Goddard III (en)
- Mark S. Gordon
- George Garfield Hall
- Nicholas C. Handy
- Martin Head-Gordon
- Trygve Helgaker
- Eric J. Heller
- Kimihiko Hirao
- Roald Hoffmann
- Kendall N. Houk
- Bogumil Jeziorski
- Joshua Jortner
- Martin Karplus
- Michael Kasha
- Shigeki Kato
- Kwang S. Kim
- Walter Kohn
- Ronnie Kosloff
- Werner Kutzelnigg
- Roland Lefebvre
- William A. Lester
- Raphael D. Levine
- Mel Levy
- John C. Light
- Jan Erik Linderberg
- Jean-Claude Lorquet
- Jean-Paul Malrieu
- Rudolph Marcus
- Harden M. McConnell
- Roy McWeeny
- Wilfried E. Meyer
- Josef Michl
- William H. Miller (en)
- Keiji Morokuma
- Debashis Mukherjee
- Saburo Nagakura
- Shigeru Nagase
- Hiroshi Nakatsuji
- Willem C. Nieuwpoort
- Evgueni E. Nikitin
- Jeppe Olsen
- Josef Paldus
- Robert G. Parr
- Michele Parrinello
- Ruben Pauncz
- John P. Perdew
- Sigrid D. Peyerimhoff (en)
- Peter Pulay
- Pekka Pyykkö
- Leo Radom
- Mark A. Ratner
- Michael A. Robb
- Clemens Roothaan
- Ursula Röthlisberger
- Klaus Ruedenberg
- Lionel Salem
- Henry Fritz Schaefer III
- George C. Schatz
- Paul von Rague Schleyer
- Eolo Scrocco
- Gustavo E. Scuseria
- Isaiah Shavitt
- Zhigang Shuai
- Per E. M. Siegbahn
- John F. Stanton
- Walter Thiel (en)
- Jacopo Tomasi
- Donald G. Truhlar
- John Tully
- Miroslav Urban
- Ad van der Avoird
- Alain Veillard
- Hans-Joachim Werner
- Weitao Yang
- Rudolf Zahradnik
- Tom Ziegler

### Membres décédés
- David R. Bates
- Samuel Francis Boys
- Louis de Broglie
- Charles Coulson
- Raymond Daudel
- Alexandre S. Davydov
- Michael J. S. Dewar
- Henry Eyring
- Inga Fischer-Hjalmars
- Vladimir Fock
- Ken'ichi Fukui
- Rezsö Gaspar
- Hermann Hartmann
- Edgar Heilbronner
- Gerhard Herzberg
- Joseph O. Hirschfelder
- Erich Hückel
- Friedrich Hund
- Wlodzimierz Kolos
- Masao Kotani
- Jaroslav Koutecky
- William Nunn Lipscomb
- Hugh Christopher Longuet-Higgins
- Per-Olov Löwdin
- Frederick A. Matsen
- Robert Mulliken
- Linus Pauling
- John Pople
- Alberte Pullman
- Bernard Pullman
- Björn Olof Roos
- Camille Sandorfy
- Massimo Simonetta
- John Clark Slater
- Au-chin Tang
- Edward Teller
- John Hasbrouck van Vleck
- Edgar Bright Wilson Jr.

## Source
- (en) Cet article est partiellement ou en totalité issu de l’article de Wikipédia en anglais intitulé « International Academy of Quantum Molecular Science » (voir la liste des auteurs).